# Valeriu Cazacu
Valeriu Cazacu (în rusă Валериу Казаку; n. 18 februarie 1948, Mateuți, raionul Rezina, RSS Moldovenească, URSS – d. 21 iulie 2020) a fost un actor de teatru și film din Republica Moldova.

## Biografie
Valeriu Cazacu s-a născut la data de 18 februarie 1948, în satul Mateuți din raionul Rezina. A făcut studii la Institutul de Arte „Gavriil Musicescu” din Chișinău, la clasa actor de operetă a profesorului Victor Gherlac.
După absolvirea studiilor universitare, în anul 1967, a fost angajat ca actor la Teatrul Muzical-Dramatic „A. S. Pușkin” din Chișinău, unde a jucat până în 1990.  Aici a interpretat roluri în mai multe spectacole dintre care menționăm următoarele: Trufaldino din Slugă la doi stăpâni de Carlo Goldoni, Trăsnea din Amintiri de Ion Creangă, Gerilă și alte roluri mai mici în Amu cică era odată…, Nae în Cântec de leagăn pentru bunici, Fimca în Tata ș.a.
În anul 1990 s-a numărat printre fondatorii Teatrului municipal „Satiricus Ion Luca Caragiale” din Chișinău. Împreună cu trupa teatrului s-a aflat în 1992, între soldații care erau pe front, la Tighina, în zilele războiului de pe Nistru: Nu că am luptat, dar aduceam minute de relaxare bravilor ostași moldoveni. Chiar și în momentele celea grele ostașii nu se lăsau de glume .
Printre rolurile teatrale cele mai cunoscute menționăm următoarele: Romeo, Brutus, Ginghis-Han, Fiul din Ce e viața omului? de Arcadii Arkanov; Tipul III din Unde mergem, domnilor? după I.L.Caragiale și Vasile Alecsandri; Cambiz, Parlamentarul I - Hercule de Friedrich Dürrenmatt; Moțoc din Moțoc după Grigore Ureche, B.P.Hasdeu, Costache Negruzzi și Vasile Alecsandri; Sălbaticul III din Care-s sălbaticii? de Iulian Filip; Țăranul din SRL Moldovanul de Nicolae Esinencu; Faranga din Ciuleandra de Liviu Rebreanu; Marchizul de Charron din Moliere de Mihail Bulgakov; Avocatul din Jertfe patriotice de Ion Luca Caragiale și Vasile Alecsandri; Caiafa din Maestrul și Margarita de Mihail Bulgakov; Nae Cațavencu din O scrisoare pierdută de Ion Luca Caragiale; Orgon din Salvați America! de Dumitru Crudu; Rică Venturiano din O noapte furtunoasă de I.L.Caragiale ș.a.
De asemenea, Valeriu Cazacu a jucat în peste 50 de filme. El a fost distins cu titlurile onorifice de „Artist al Poporului” și „Maestru în artă”. A obținut Premiul pentru cel mai bun rol masculin de planul II (pentru interpretarea rolului Rică Venturiano din spectacolul O noapte furtunoasă de I.L.Caragiale) în cadrul Galei Premiilor UNITEM 2006.
În anul 2008, Teatrul „Satiricus - Ion Luca Caragiale” din Chișinău a publicat cartea omagială Artistul născut în Zodia Bucuriei, consacrată actorului Valeriu Cazacu, carte care conține articole, medalioane, evocări, amintiri, schițe de portret semnate de Sandu Grecu, Pavel Proca, Elfrida Coroliova, Iulian Filip, Larisa Ungureanu, Constantin Cheianu, Iurie Negoiță, Igor Grosu ș.a.

## Filmografie
- Istoria unui galben (1973)
- Я готов принять вызов (1983)
- Cum să devii celebru (1984)
- Nistrul în flăcări (1984)
- Corbii prada n-o împart (1988) - Porumbel
- Cine arvonește, acela plătește (1989)
- Văleu, văleu, nu turna! (Telefilm Chișinău, 1991)
- Polobocul (1991)
- Când se stinge lumina (s/m, 2006)

## Aprecieri critice
„Valeriu Cazacu este actorul care, prin jocul său, își „scrie” rolurile. Este interesant să-l urmărești cum se mișcă, cum se emoționează, cum rîde, cîntă sau dansează. Toate le face, se pare, cu ușurință, fiindcă este firesc, organic, nu te plisctisește și nu te decepționează. Deși interpretează roluri de comedie în care pune accente satirice, sarcastice sau pline de umor, a știut să evite vulgaritatea. Jocul său devine relevant .”—Larisa Ungureanu
„Valeriu pare croit pentru a întruchipa rebeli, răzvrătiți, zamparagii care o ușchesc, mâncând pământul de „morala de tribună”, regăsindu-se în „domneasca satiră” și în roluri cu dureri speciale. Evadarea prin hohote de râs dintr-o epocă grăbită și tristă, în care nu și-a pierdut busola, iar „autoritatea înfrângerii” nu l-a subjugat în orbitele goale ale idealurilor decapitate, l-a pus față în față cu „onoarea de a bate primul în gongul competițiilor scenice”. Știu că marile adjective și elogii nu pot servi decât postum (ele aparținând urmașilor), dar nu mă pot opri din răcnet: Valeriu Cazacu nu a trădat piesa, nu a vândut regizorul, nu a mințit partenerii, nu a târguit profesia !”—Pavel Proca
„Expresivitatea sa organică cuceritoare se manifestă cu de la sine putere, iar camertonul său lăuntric nu-l lasă să detoneze. Și dacă mai pui peste asta exoticul chipului său, interpretul își extinde la nesfârșit aria de joc .”—Gheorghe Urschi